# Lehigh, Oklahoma
Lehigh är en ort i Coal County i Oklahoma. Vid 2010 års folkräkning hade Lehigh 356 invånare.